# Ноель Баба
Ноель Баба (батько Ноель) є турецькою версією Пер-Ноеля яка широко використовується для святкування Нового року, замінюючи Різдво в християнських країнах.
Ноель Баба розносить на Новий рік подарунки дітям і дорослим. Так само, як християнське Різдво, яке відзначається в переважно християнських країнах, у Туреччині очікується, що напередодні Нового року він залишить свої подарунки під сосною, яка називається Новорічна ялинка. Для цього він представляє не релігійну особу, а лише світську уявну фігуру.